# El Campeño
El Campeño (Campo Real, Madrid; 17 de abril de 1943 - Madrid, 31 de mayo de 1988) fue un novillero y banderillero español. Su verdadero nombre era Antonio González Gordón. 
Como novillero compartió cartel en diversas ocasiones con Enrique Martín Arranz. Como banderillero y peón actuó en la cuadrilla de varios matadores, entre ellos Ortega Cano, Juan Mora, Joaquín Berriadó y Lázaro Carmona. Resultó muerto tras recibir una cornada en el cuello infringida por el toro Vitola, de la ganadería de Arribas Sancho, de color negro y 545 kilos de peso. El 16 de junio de 1988 se celebró en Las Ventas un festival taurino en homenaje a su figura en el que participaron Espartaco, Rafael de Paula, Curro Romero, Vidrié, Ortega Cano, Joselito, y el Niño de la Taurina.

## Cornada y muerte
El festejo en que sucedió la fatal cogida tuvo lugar en la Plaza de las Ventas de Madrid el 22 de mayo de 1988, tras banderillear El Campeño al cuarto toro de la tarde que debía ser lidiado por José Miguel Arroyo «Joselito». La cornada afectó a la región anterior del cuello, lesionando la arteria carótida, la  vena yugular, el tiroides y la glándula parótida, alcanzando la base del cráneo y provocando una hemorragia masiva. Después de la cornada, el banderillero permaneció 9 días en estado de coma antes de fallecer.